# Оркестр Національного центру мистецтв
Оркестр Національного центру мистецтв (англ. National Arts Centre Orchestra) — канадський симфонічний оркестр, що базується в Оттаві. Заснований в 1969 році з нагоди відкриття Національного центру мистецтв.
Протягом своєї історії оркестр гастролював в 112 містах Канади і 122 містах за кордоном. Серед найпомітніших записів оркестру — твори В. А. Моцарта, Й. Гайдна, А. Вівальді.

## Музичні керівники
- Жан Марі Боде (1969–1971)
- Маріо Бернарді (1971–1982)
- Франко Манніні (1982–1987)
- Габріель Муді (1987–1990)
- Тревор Піннок (1991–1997)
- Пінхас Цукерман (1998 – 2015)
- Александер Шиллі (з 2015)